# 2023年のセントラル・リーグクライマックスシリーズ
2023年のセントラル・リーグクライマックスシリーズは、2023年10月に開催されたプロ野球セントラル・リーグのクライマックスシリーズ。JERAがタイトルスポンサーとなり、「2023 JERA クライマックスシリーズ セ」の名称で施行される。

## 概要
本大会はSMBC日本シリーズ2023出場権をかけたプレーオフトーナメント。

### ファーストステージ
レギュラーシーズン2位の広島東洋カープと3位の横浜DeNAベイスターズが3戦2勝先取制で争い、勝者がファイナルステージに進出する。この組み合わせは2017年のファイナルステージ以来であり、ファーストステージでは初めてである。
広島がファーストステージを本拠地のMAZDA Zoom Zoom スタジアム広島で開催するのは、今回が初めてである。これによって、セ・パ全12球団が最低1回以上はファーストステージを本拠地で開催した実績を持つことになった。
- 会期：10月14日から10月15日
- 球場：MAZDA Zoom-Zoom スタジアム広島

### ファイナルステージ
レギュラーシーズン1位（1勝分のアドバンテージが与えられる）の阪神タイガースとファーストステージ勝者の広島東洋カープが6戦4勝先取制で争い、勝者がSMBC日本シリーズ2023への出場権を得る。
2007年にCSが開始されて以降、阪神が初めてレギュラーシーズン優勝を達成したため、阪神主管・甲子園でファイナルステージを開催する。これにより、セ・リーグにおいてファイナルステージの本拠地開催実績がないのはDeNAのみとなった。
阪神と広島はファイナルステージでは対戦はなく、これが初顔合わせとなる。
- 会期：10月18日から10月20日
- 球場：阪神甲子園球場

### トーナメント表
|  | 1stステージ（準決勝） | 1stステージ（準決勝） |                                             |      | ファイナルステージ（決勝） | ファイナルステージ（決勝） |
|  |                       |                       |                                             |      |                            |                            |
|  |                       |                       |                                             |      |                            |                            |
|  |                       |                       |                                             |      |                            |                            |
|  |                       |                       |                                             |      |                            |                            |
|  |                       |                       | （6戦4勝制） 阪神甲子園球場                 |      |                            |                            |
|  |                       |                       |                                             |      |                            |                            |
|  | 阪神（セ優勝）        | ☆◯◯○                  |                                             |      |                            |                            |
|  | 阪神（セ優勝）        | ☆◯◯○                  | （3戦2勝制） MAZDA Zoom-Zoom スタジアム広島 |      |                            |                            |
|  |                       |                       | 広島                                        | ★●●● |                            |                            |
|  | 広島（セ2位）         | ◯◯                    | 広島                                        | ★●●● |                            |                            |
|  | 広島（セ2位）         | ◯◯                    |                                             |      |                            |                            |
|  | DeNA（セ3位）         | ●●                    |                                             |      |                            |                            |
|  | DeNA（セ3位）         | ●●                    |                                             |      |                            |                            |
|  |                       |                       |                                             |      |                            |                            |
|  |                       |                       |                                             |      |                            |                            |
|  |                       |                       |                                             |      |                            |                            |
|  |                       |                       |                                             |      |                            |                            |

☆・★=ファイナルステージのアドバンテージによる1勝・1敗分

## 日程

### ファーストステージ
| 日付                 | 試合  | ビジター球団（先攻） | スコア | ホーム球団（後攻） | 開催球場                       |
| 10月14日（土）       | 第1戦 | 横浜DeNAベイスターズ | 2 - 3x | 広島東洋カープ     | MAZDA Zoom-Zoom スタジアム広島 |
| 10月15日（日）       | 第2戦 | 横浜DeNAベイスターズ | 2 - 4  | 広島東洋カープ     | MAZDA Zoom-Zoom スタジアム広島 |
| 勝者：広島東洋カープ |       |                      |        |                    |                                |

試合開始時刻
- 第1・2戦とも13：00開始（第3戦開催の場合は18：00開始予定だった）。

### ファイナルステージ
| 日付                 | 試合           | ビジター球団（先攻） | スコア | ホーム球団（後攻） | 開催球場       |
| アドバンテージ       | アドバンテージ | 広島東洋カープ       |        | 阪神タイガース     |                |
| 10月18日（水）       | 第1戦          | 広島東洋カープ       | 1 - 4  | 阪神タイガース     | 阪神甲子園球場 |
| 10月19日（木）       | 第2戦          | 広島東洋カープ       | 1 - 2x | 阪神タイガース     | 阪神甲子園球場 |
| 10月20日（金）       | 第3戦          | 広島東洋カープ       | 2 - 4  | 阪神タイガース     | 阪神甲子園球場 |
| 勝者：阪神タイガース |                |                      |        |                    |                |

試合開始時刻
- 第1・第2・第3戦とも18：00（第6戦が行われた場合も含む。第4・第5戦が行われた場合は14:00）試合開始。

## 国歌独唱および始球式
- ファーストS第1戦 国歌独唱:藤江潤士（シンガーソングライター）・始球式:JERA関係者
- ファーストS第2戦 始球式:山本浩二（元広島外野手・監督）、鈴木誠也（シカゴ・カブス外野手）
- ファイナルS第1戦 国歌独唱:水樹奈々（声優、歌手）・始球式:阪
- ファイナルS第2戦 始球式:若旦那（湘南乃風）
- ファイナルS第3戦 始球式:岡崎体育（シンガーソングライター）

## 試合結果

### ファーストステージ
| 日付                 | 試合  | ビジター球団（先攻） | スコア | ホーム球団（後攻） | 開催球場                       |
| 10月14日（土）       | 第1戦 | 横浜DeNAベイスターズ | 2 - 3x | 広島東洋カープ     | MAZDA Zoom-Zoom スタジアム広島 |
| 10月15日（日）       | 第2戦 | 横浜DeNAベイスターズ | 2 - 4  | 広島東洋カープ     | MAZDA Zoom-Zoom スタジアム広島 |
| 勝者：広島東洋カープ |       |                      |        |                    |                                |

#### 第1戦
|      | 1 | 2 | 3 | 4 | 5 | 6 | 7 | 8 | 9 | 10 | 11 | R | H  | E |
| ---- | - | - | - | - | - | - | - | - | - | -- | -- | - | -- | - |
| DeNA | 0 | 0 | 0 | 0 | 0 | 2 | 0 | 0 | 0 | 0  | 0  | 2 | 12 | 0 |
| 広島 | 0 | 0 | 0 | 0 | 0 | 1 | 0 | 1 | 0 | 0  | 1x | 3 | 9  | 0 |

1. De：東（8回）、H上茶谷（1回）、H伊勢（1回）、●ウェンデルケン（0回2/3） - 山本、伊藤
2. 広：床田（5回1/3）、大道（0回2/3）、矢崎（1回）、島内（1回）、H栗林（1回）、H九里（1回2/3）、○ターリー（0回1/3） - 坂倉
3. 勝利：ターリー（1勝）
4. 敗戦：ウェンデルケン（1敗）
5. 本塁打
De：宮﨑1号（6回2ラン・床田）
6. 審判
［球審］芦原
［塁審］山本貴（1B）、深谷（2B）、石山（3B）
［外審］市川（LL）、川口（RL）
7. 開始：13時00分 試合時間：3時間52分[6]

| DeNA | DeNA | DeNA           |
| 打順 | 守備 | 選手           |
| ---- | ---- | -------------- |
| 1    | [遊] | 林             |
| 2    | [中] | 桑原           |
|      | 打   | 大和           |
|      | 投   | 上茶谷         |
|      | 投   | 伊勢           |
|      | 投   | ウェンデルケン |
| 3    | [右] | 大田           |
| 4    | [二] | 牧             |
| 5    | [三] | 宮﨑           |
| 6    | [一] | ソト           |
| 7    | [捕] | 山本           |
|      | 走   | 知野           |
|      | 捕   | 伊藤           |
| 8    | [左] | 関根           |
| 9    | [投] | 東             |
|      | 打   | 柴田           |
|      | 中   | 蝦名           |

| 広島 | 広島   | 広島         |
| 打順 | 守備   | 選手         |
| ---- | ------ | ------------ |
| 1    | [二]   | 菊池         |
| 2    | [中右] | 野間         |
| 3    | [左]   | 西川         |
| 4    | [一]   | 堂林         |
| 5    | [遊三] | 小園         |
| 6    | [右]   | 末包         |
|      | 打     | 松山         |
|      | 投     | 九里         |
|      | 投     | ターリー     |
|      | 打     | 田中         |
| 7    | [捕]   | 坂倉         |
| 8    | [三]   | デビッドソン |
|      | 走     | 羽月         |
|      | 投     | 栗林         |
|      | 中     | 秋山         |
| 9    | [投]   | 床田         |
|      | 投     | 大道         |
|      | 打     | マクブルーム |
|      | 投     | 矢崎         |
|      | 投     | 島内         |
|      | 打遊   | 矢野         |

CSでは2017年以来6年ぶりの組み合わせとなったこのカード。広島はCS制度導入後初の2位でファーストステージでは初のホーム開催となった。
広島の先発はシーズン11勝を挙げた床田寛樹、DeNAの先発は最多勝の東克樹で幕を開けた。両先発投手の好投で5回までは得点が入らなかったが、6回表にDeNAがランナーを1人出すと首位打者の宮崎敏郎に先制2ラン本塁打が飛び出し、2点を先制する。しかしその裏、広島も1死1.3塁のチャンスで西川龍馬の犠飛で1点を返すと8回裏、マット・デビッドソンが四球で出塁し、代走に羽月隆太郎を送る。続く床田の代打・矢野雅哉が送りバントを決めて1死2塁とすると、続く菊池涼介の場面で羽月が三盗を決め1死3塁とする。ここで菊池がスクイズを決め広島が同点に追いつく。その後は両チームともに決め手を欠き、延長戦に入るも11回裏、広島が2死1.3塁のチャンスで秋山翔吾が中堅手の頭を超えるタイムリーを放ちサヨナラ勝ちを収めた。広島がファイナルステージ進出に王手を賭け、CSでの対DeNA戦での連敗を4で止めた。一方のDeNAは東が対広島戦の相性の良さを武器に7回まで犠飛による1失点のみと好投したが、8回裏に四球から盗塁とスクイズによるこの年、指揮を執る新井監督が掲げた広島の機動力野球でこの回被安打ゼロながら同点に追いつかれ、広島をも上回る12安打を放ちながら宮﨑の本塁打による2得点のみと打線の繋がりを欠き、9回以降も再三チャンスを作るがあと一本が出ず、痛恨の黒星を喫し後がなくなった。

#### 第2戦
|      | 1 | 2 | 3 | 4 | 5 | 6 | 7 | 8 | 9 | R | H | E |
| ---- | - | - | - | - | - | - | - | - | - | - | - | - |
| DeNA | 0 | 0 | 0 | 0 | 0 | 0 | 2 | 0 | 0 | 2 | 7 | 0 |
| 広島 | 1 | 0 | 0 | 0 | 0 | 1 | 0 | 2 | x | 4 | 7 | 0 |

1. De：今永（5回0/3）、伊勢（0回2/3）、エスコバー（0回1/3）、●上茶谷（1回0/3） 、石川（0回2/3）、森原（0回1/3）- 山本
2. 広：森下（5回1/3）、H大道（0回2/3）、中崎（0回1/3）、ターリー（0回2/3）、○島内（1回）、S栗林（1回） - 會澤
3. 勝利：島内（1勝）
4. セーブ：栗林（1S）
5. 敗戦：上茶谷（1敗）
6. 本塁打
広：西川1号（1回ソロ・今永）、末包1号（6回ソロ・今永）
7. 審判
［球審］石山
［塁審］深谷篤（1B）、市川（2B）、川口（3B）
［外審］梅木（LL）、山本貴（RL）
8. 開始：13時01分 試合時間：3時間32分[7]

| DeNA | DeNA   | DeNA       |
| 打順 | 守備   | 選手       |
| ---- | ------ | ---------- |
| 1    | [遊]   | 林         |
| 2    | [左]   | 楠本       |
|      | 走中   | 桑原       |
| 3    | [右]   | 大田       |
| 4    | [二]   | 牧         |
| 5    | [三]   | 宮崎       |
| 6    | [一]   | 大和       |
|      | 走     | 知野       |
|      | 投     | 上茶谷     |
|      | 投     | 石川       |
|      | 投     | 森原       |
|      | 打     | 藤田       |
| 7    | 捕     | 山本       |
| 8    | [中左] | 関根       |
| 9    | [投]   | 今永       |
|      | 投     | 伊勢       |
|      | 投     | エスコバー |
|      | 打一   | ソト       |

| 広島 | 広島     | 広島         |
| 打順 | 守備     | 選手         |
| ---- | -------- | ------------ |
| 1    | [二]     | 菊池         |
| 2    | [右]     | 野間         |
| 3    | [左]     | 西川         |
| 4    | [一]     | 堂林         |
|      | 打       | 松山         |
|      | 遊       | 矢野         |
|      | 打三     | 田中         |
| 5    | [遊三遊] | 小園         |
| 6    | [中]     | 秋山         |
| 7    | [捕]     | 會澤         |
| 8    | [三一]   | デビッドソン |
| 9    | [投]     | 森下         |
|      | 投       | 大道         |
|      | 打       | 末包         |
|      | 投       | 中崎         |
|      | 投       | ターリー     |
|      | 打       | マクブルーム |
|      | 投       | 島内         |
|      | 投       | 栗林         |

始球式はミスター赤ヘルこと山本浩二が広島の永久欠番・８番のユニフォームで登場、打者は帰国していたシカゴ・カブスの鈴木誠也がサプライズで務めた。広島の先発は森下暢仁、DeNAの先発は今永昇太で始まった。初回、森下がDeNAをテンポよく三者凡退に打ち取ると、その裏に西川がソロ本塁打をライトスタンドに放ち1点を先制した。広島の森下は5回まで無失点の好投。一発を浴びたDeNAの今永も2回以降立ち直り、広島打線を相手に凡打の山を築いた。6回表、DeNAは先頭の林が右翼越えフェンス直撃の二塁打で出塁、続く楠本の犠打で1死3塁の好機を作ると、広島は先発の森下を諦め大道に投手交代。その大道も大田を内野フライ、牧をライトフライに仕留める好リリーフ、虎の子の1点リードを守った。すると6回裏、広島は大道の打順の代打・末包が好投していた今永からレフト上段にソロ本塁打を放ち、2-0と突き放しDeNAの先発・今永をKO。さらには今永に代わった伊勢をも攻め、一死2.3塁の好機を作るも後がないDeNAは伊勢からエスコバーのリレーで最少失点で切り抜ける。7回表、広島は中﨑をマウンドに送るがDeNAは宮﨑・大和が連打、山本が犠打で1死2.3塁の好機を作ると広島は中﨑を諦めターリーがマウンドに送るが関根に適時打、代打のソトに犠飛を浴び2点を入れDeNAが2-2と試合を振り出しに戻す。7回裏はDeNAが上茶谷、8回表は広島が島内が好リリーフ。8回裏広島は続投の上茶谷を攻め菊池・野間が連打で無死1.2塁とし、3番西川が意表を突く2打席連続の犠打、上茶谷が三塁封殺を狙うも野選となり無死満塁とすると、代打の田中が初球をライト前に適時打を放って3-2と勝ち越す。なおも無死満塁が続くここでDeNAも投手を石川に交代、小園が倒れて1死とするも続く秋山がレフトへ犠飛を放ち、4-2と広島が2点のリードを奪った。9回表に広島はマウンドに守護神の栗林を送り、DeNAは今季限りでの引退を表明していた藤田が代打に送られるも凡退。栗林が後続を打ち取り4-2で広島が勝利し、対戦成績を2勝0敗としファイナルステージ進出を決めた。DeNAはこの試合に敗れたことで第3戦に先発予定であったバウアーの登板機会を潰してしまう形となったあげく、球団史上初となる2連敗でのファーストステージ敗退という屈辱を喫することとなった。
なお。2位の広島が勝利したことで2016年から（開催がなかった2020年度を挟んで）続いていた「2位球団がファーストステージで敗退」という記録が8年・7大会で途切れることとなった。また2試合でのファーストステージ決着は2021年以来2年振り7回目であるが「3位球団が2連敗で敗退」に限った場合はCSが初めて開催された2007年まで遡り、実に16年振り2回目である。

### ファイナルステージ
| 日付                 | 試合           | ビジター球団（先攻） | スコア | ホーム球団（後攻） | 開催球場       |
| アドバンテージ       | アドバンテージ | 広島東洋カープ       |        | 阪神タイガース     |                |
| 10月18日（水）       | 第1戦          | 広島東洋カープ       | 1 - 4  | 阪神タイガース     | 阪神甲子園球場 |
| 10月19日（木）       | 第2戦          | 広島東洋カープ       | 1 - 2x | 阪神タイガース     | 阪神甲子園球場 |
| 10月20日（金）       | 第3戦          | 広島東洋カープ       | 2 - 4  | 阪神タイガース     | 阪神甲子園球場 |
| 勝者：阪神タイガース |                |                      |        |                    |                |

#### 第1戦
|      | 1 | 2 | 3 | 4 | 5 | 6 | 7 | 8 | 9 | R | H | E |
| ---- | - | - | - | - | - | - | - | - | - | - | - | - |
| 広島 | 0 | 0 | 0 | 1 | 0 | 0 | 0 | 0 | 0 | 1 | 4 | 0 |
| 阪神 | 0 | 0 | 0 | 1 | 3 | 0 | 0 | 0 | x | 4 | 5 | 0 |

1. 広：●九里（5回）、アドゥワ（1回）、中﨑（1回）、アンダーソン（1回） - 坂倉
2. 神：○村上（6回）、H桐敷（1回）、H石井（0回2/3）、H島本（0回1/3）、S岩崎（1回） - 坂本
3. 勝利：村上（1勝）
4. セーブ：岩崎（1S）
5. 敗戦：九里（1敗）
6. 本塁打
神：森下1号（4回ソロ・九里）
7. 審判
［球審］敷田
［塁審］白井（1B）、小林（2B）、山路（3B）
［外審］有隅（LL）、秋村（RL）
8. 開始：18時00分 試合時間：2時間52分[12]

| 広島 | 広島 | 広島         |
| 打順 | 守備 | 選手         |
| ---- | ---- | ------------ |
| 1    | [二] | 菊池         |
| 2    | [右] | 野間         |
| 3    | [遊] | 小園         |
| 4    | [左] | 西川         |
| 5    | [中] | 秋山         |
| 6    | [捕] | 坂倉         |
|      | 打   | 上本         |
| 7    | [三] | 田中         |
| 8    | [一] | 韮澤         |
|      | 打一 | 堂林         |
| 9    | [投] | 九里         |
|      | 投   | アドゥワ     |
|      | 投   | 中﨑         |
|      | 打   | 松山         |
|      | 投   | アンダーソン |

| 阪神 | 阪神 | 阪神     |
| 打順 | 守備 | 選手     |
| ---- | ---- | -------- |
| 1    | [中] | 近本     |
| 2    | [二] | 中野     |
| 3    | [右] | 森下     |
| 4    | [一] | 大山     |
| 5    | [三] | 佐藤輝   |
| 6    | [左] | ノイジー |
| 7    | [捕] | 坂本     |
| 8    | [遊] | 木浪     |
| 9    | [投] | 村上     |
|      | 投   | 桐敷     |
|      | 打   | 糸原     |
|      | 走   | 植田     |
|      | 投   | 石井     |
|      | 投   | 島本     |
|      | 投   | 岩崎     |

CSでは2014年以来、10年ぶりの顔合わせとなった阪神と広島。阪神の先発は最優秀防御率のタイトルを獲得した村上頌樹、広島の先発は九里亜蓮で幕が開けた。広島の先発・九里は今季阪神戦5試合に登板し、防御率2点台ながらも0勝2敗と常に苦戦していた。阪神が不動のオーダーでスタメンを組んだことに対し、広島は昨季2軍戦で村上から9打数5安打を放っている韮澤を「8番・ファースト」に抜擢、左打者を7人並べ、末包と堂林、デビッドソン、マクブルームがベンチスタートとなった。
序盤3回までは両先発とも好投で無失点だったが、4回表、先頭の小園が三塁打を放ち無死三塁のチャンスを作ると西川が三振に倒れた後、秋山が犠飛を放ち1点先制することに成功する。だがその裏、九里が森下に一死から本塁打を浴びて同点に追いつかれてしまう。このあと、5回裏に一死から坂本に死球を与えたのを皮切りに後続の木浪に安打を許し、一死一三塁としたところでそのまま打席に立った先発投手の村上から適時二塁打を浴び、1点の勝ち越しを許してしまう。九里はさらに後続の近本にも適時安打を浴び、スコアは4-1となり5回4失点で降板となった。6回からはアドゥワ、中崎、アンダーソンの継投で阪神打線をゼロに抑えたものの、阪神も7回から継投に入り桐敷、石井、島本、岩崎の中継ぎ陣が広島打線に好機を与えなかった。
阪神の先発・村上は6回101球、四死球3と苦しみながらも1失点に抑え5回裏に自らが打った適時二塁打が勝ち越し点となり、そのあとリードを保ったままチームが勝利したため結果的にそれが決勝打となり村上に白星がついている。一方の広島打線は阪神の投手陣に4安打ともがき苦しみ、得点も前述した秋山の犠飛だけに終わった。広島は9回表、先頭の小園が阪神の抑え・岩崎から中前安打を放ち無死から出塁したが、後続の西川、秋山、代打の上本が3者連続三振に倒れてしまい好機を作れなかった。

#### 第2戦
|      | 1 | 2 | 3 | 4 | 5 | 6 | 7 | 8 | 9  | R | H | E |
| ---- | - | - | - | - | - | - | - | - | -- | - | - | - |
| 広島 | 1 | 0 | 0 | 0 | 0 | 0 | 0 | 0 | 0  | 1 | 7 | 1 |
| 阪神 | 0 | 1 | 0 | 0 | 0 | 0 | 0 | 0 | 1x | 2 | 5 | 0 |

1. 広：大瀬良（7回）、H島内（1回）、●栗林（0回2/3） - 會澤
2. 神：伊藤将（7回）、H石井（0回2/3）、島本（0回0/3）、Hブルワー（0回1/3）、○岩崎（1回） - 坂本
3. 勝利：岩崎（1勝）
4. 敗戦：栗林（1敗）
5. 審判
［球審］山路
［塁審］小林（1B）、有隅（2B）、秋村（3B）
［外審］原（LL）、白井（RL）
6. 開始：18時01分 試合時間：3時間13分[13]

| 広島 | 広島   | 広島   |
| 打順 | 守備   | 選手   |
| ---- | ------ | ------ |
| 1    | [二]   | 菊池   |
| 2    | [中右] | 野間   |
| 3    | [遊]   | 小園   |
| 4    | [一]   | 堂林   |
|      | 打     | 松山   |
|      | 投     | 島内   |
|      | 投     | 栗林   |
| 5    | [左]   | 西川   |
| 6    | [三]   | 上本   |
| 7    | [右]   | 末包   |
|      | 中     | 曽根   |
| 8    | [捕]   | 會澤   |
| 9    | [投]   | 大瀬良 |
|      | 打一   | 田中   |

| 阪神 | 阪神 | 阪神     |
| 打順 | 守備 | 選手     |
| ---- | ---- | -------- |
| 1    | [中] | 近本     |
| 2    | [二] | 中野     |
| 3    | [右] | 森下     |
| 4    | [一] | 大山     |
| 5    | [三] | 佐藤輝   |
| 6    | [左] | ノイジー |
| 7    | [捕] | 坂本     |
| 8    | [遊] | 木浪     |
| 9    | [投] | 伊藤将   |
|      | 投   | 石井     |
|      | 投   | 島本     |
|      | 投   | ブルワー |
|      | 打   | ミエセス |
|      | 投   | 岩崎     |

広島の先発は大瀬良、阪神の先発は伊藤将で始まった。広島が1回、1死3塁から小園の適時打で先制。しかし阪神が2回、1死1塁からノイジーの安打を末包が後逸し同点に追いついた。その後、試合は膠着状態になったが阪神は9回に2死満塁のチャンスを作ると、木浪の適時打でサヨナラ勝ちとなった。阪神がこれで日本シリーズ進出に王手をかけた。
阪神のポストシーズンのサヨナラ勝ちは2003年の日本シリーズ第4戦 (対戦相手はダイエー) 以来で、クライマックスシリーズでは初である。

#### 第3戦
|      | 1 | 2 | 3 | 4 | 5 | 6 | 7 | 8 | 9 | R | H  | E |
| ---- | - | - | - | - | - | - | - | - | - | - | -- | - |
| 広島 | 0 | 0 | 0 | 1 | 1 | 0 | 0 | 0 | 0 | 2 | 10 | 0 |
| 阪神 | 0 | 0 | 0 | 2 | 0 | 1 | 1 | 0 | x | 4 | 7  | 1 |

1. 広：●床田（6回）、矢崎（0回1/3）、大道（0回2/3）、島内（1回） - 坂倉、會澤
2. 神：大竹（5回）、○桐敷（2回）、H岩貞（0回1/3）、H石井（0回1/3）、H島本（0回1/3）、S岩崎（1回） - 坂本
3. 勝利：桐敷（1勝）
4. セーブ：岩崎（1勝2S）
5. 敗戦：床田（1敗）
6. 審判
［球審］秋村
［塁審］有隅（1B）、原（2B）、白井（3B）
［外審］敷田（LL）、小林（RL）
7. 開始：18時00分 試合時間：3時間41分[15]

広島の先発は床田、阪神の先発は大竹で試合は始まった。
広島が4回、2死1、3塁から坂倉の適時打で先制した。その裏阪神も2死1、2塁からノイジーの適時打で同点、坂本の適時打で勝ち越した。しかし広島も5回に1死1、3塁から堂林の犠飛で同点とした。阪神は6回に2死1、2塁から坂本の適時打で勝ち越し、7回1死満塁から森下が押し出し四球を選んで2点差とした。
阪神が4勝0敗（アドバンテージの1勝含む）で2014年以来9年ぶり2回目のCS優勝を決めた。日本シリーズ進出は7回目。阪神はリーグ優勝→CS優勝→日本シリーズ進出は初めて。阪神の岡田監督は前回リーグ優勝を果たした2005年以来18年ぶり2回目の監督として、令和になってから初の日本シリーズ出場を果たした。
なお、セ・リーグのCSファイナルは2021年から3年連続で最短の3戦で勝者が決まったことになった。
一方、翌日に行われたパ・リーグのCSではオリックスがロッテを4勝1敗で下し、3年連続で日本シリーズ進出を決め、阪神がオリックスと日本シリーズで顔を合わせるのはこれが初めてとなった。日本シリーズにおいて関西に置く球団同士の対戦　(関西ダービー) となるのは1964年 (阪神タイガース対南海ホークス) 以来、史上２度目となる。

## 表彰選手
MVP（連盟表彰、協賛社・JERA賞各100万円）
木浪聖也（阪神）
3試合トータルで打率.500（10打数5安打）。第2戦でサヨナラヒット。

## テレビ・ラジオ放送およびネット配信

### テレビ放送

#### ファーストステージ放送日程
第1戦（10月14日）
- 中国放送（RCC）[16]≪地上波、TBS系列・広島県ローカル≫
  - 放送時間：12:00 - 17:00

- NHK BS1[17]
  - 放送時間：12:55 - 17:00（17:00 - 17:10はBS102ch）

- J SPORTS1≪有料BS。中国放送制作≫[18]
  - 放送時間：12:55 - 17:06

第2戦（10月15日）
- 広島テレビ（HTV）[19]≪地上波、日本テレビ系列・広島県ローカル≫
  - 放送時間：13:00 - 17:30

- J SPORTS1≪有料BS。広島テレビ制作≫
  - 放送時間：12:55 - 16:54

打ち切りとなった試合
- 第3戦（10月16日）が行われた場合は広島ホームテレビ（HOME）≪地上波、テレビ朝日系列・広島県ローカル≫、J SPORTS1≪有料BS。広島ホームテレビ制作≫で放送される予定だった。

#### ファイナルステージ放送日程
第1戦（10月18日）
- 朝日放送テレビ[20]≪地上波、テレビ朝日系列・関西ローカル≫
  - 放送時間：18:16 - 20:54（延長なし）
    - 2013年・2014年のファーストステージで広島県向けの別制作を行った実績がある広島ホームテレビは、当該時間帯の番組『証言者バラエティ アンタウォッチマン! 緊急特番! 藤井八冠 強さの秘密徹底検証スペシャル』（朝日放送テレビでは11月4日、13:28 - 15:30に放送予定）の差し替えについてテレビ朝日との調整がつかず、放送を断念した。同局の関係者は「広島での番組の差し替えを探ったんですが、キー局との調整がつかなかった」「放送できないのは残念。視聴者に申し訳ないです」とコメントしている[21]。
- サンテレビ[22]≪地上波、独立局・兵庫県、大阪府ローカル≫
  - 放送時間：20:53 - 21:32（朝日放送テレビからのリレー、開始直前に試合が終了したためインタビュー・ハイライトのみ放送[23]）

- KBS京都[24]≪地上波、独立局・京都府ローカル≫
  - 放送時間：20:53 - 21:35（朝日放送テレビからのリレー、開始直前に試合が終了したためインタビュー・ハイライトのみ放送）

- BSテレ東≪テレビ東京との共同制作。制作協力：テーク・ワン≫[25]
  - 放送時間：17:56 - 20:54（20:54 - 21:20はBS172chで放送）[26]

- スカイA≪有料CS≫[27]
  - 放送時間：17:45 - 21:27

第2戦（10月19日）
- NHK総合（関西地区＆広島地区）[28]≪地上波・関西＆広島ローカル≫
  - 放送時間
(関西地区）
    - メインチャンネル：17:59 - 18:00、18:10 - 18:29、19:30 - 20:44
    - サブチャンネル：18:00 - 18:10、18:29 - 19:30、20:44 - 21:37

(広島地区）
    - メインチャンネル：18:10 - 18:54、19:30 - 20:49
    - サブチャンネル：18:00 - 18:10、18:54 - 19:30、20:49 - 22:00

- BS朝日・BS朝日 4K[29]
  - 放送時間：18:00 - 21:44

- GAORA ≪有料CS≫[30]
  - 放送時間：17:45 - 21:44

第3戦（10月20日）
- 読売テレビ・広島テレビ[31]≪地上波、日本テレビ系列・関西&広島ローカル≫
  - 放送時間：18:15 - 21:00 - 23:20（阪神の日本シリーズ進出決定戦のため、21:00以降は金曜ロードショー（この日、読売テレビと広島テレビ以外の系列局で放送された作品は『余命10年』）を休止のうえ延長して放送）[32][33]
    - 読売テレビ制作。広島テレビは2013年・2014年のファーストステージと異なり自社制作を断念した[34]。

- NHK BS1[17]
  - 放送時間：17:55 - 22:00（22:00 - 22:15はBS102chで放送）

- GAORA ≪有料CS≫
  - 放送時間：17:45 - 22:30

打ち切りとなった試合
- 第4戦（10月21日）が行われた場合は関西テレビ・テレビ新広島≪地上波、フジテレビ系列・近畿地方&広島県ローカル≫（テレビ新広島は関西テレビからのネット受け）、 NHK BS1、スカイAで放送予定だった。

- 第5戦（10月22日）が行われた場合は読売テレビ≪地上波、日本テレビ系列・関西ローカル≫、広島テレビ≪地上波、日本テレビ系列・広島県ローカル≫（読売テレビからのネット受け予定）、NHK BS1、GAORAで放送予定だった。

- 第6戦（10月23日）が行われた場合はサンテレビ≪地上波、独立局・兵庫県、大阪府ローカル≫、NHK BS1[35]、スカイAで放送予定だった。

### ラジオ放送

#### ファーストステージ放送日程
第1戦（10月14日）
- 中国放送[36]（NRNネット）≪ネット局…ニッポン放送[37]、東海ラジオ[38]、MBSラジオ[39]≫
  - 放送時間　
    - 中国放送：13:00 - 17:09
    - ニッポン放送：13:00 - 17:20
    - 東海ラジオ：13:00 - 17:08
    - MBSラジオ：13:50 - 17:10

第2戦（10月15日）
- 中国放送（NRNネット）≪ネット局…ニッポン放送、東海ラジオ≫
  - 放送時間　
    - 中国放送：13:00 - 17:00
    - ニッポン放送：13:00 - 17:00
    - 東海ラジオ：13:00 - 16:53

打ち切りとなった試合
- 第3戦（10月16日）が行われた場合は中国放送、MBSラジオ（中国放送からのネット）、ニッポン放送（自社制作[40]、関東ローカル）で放送予定だった。

#### ファイナルステージ放送日程
第1戦（10月18日）
- 朝日放送ラジオ≪ネット局…中国放送[41]≫
  - 放送時間　
    - 朝日放送ラジオ：17:55 - 21:20
    - 中国放送：17:57 - 21:20

- MBSラジオ（NRNネット）≪ネット局…東海ラジオ≫
  - 放送時間　
    - MBSラジオ：17:54 - 21:20
    - 東海ラジオ：18:00 - 21:19

- ニッポン放送≪自社制作、関東ローカル≫
  - 放送時間：18:00 - 21:20

第2戦（10月19日）
- 朝日放送ラジオ≪ネット局…中国放送≫
  - 放送時間　
    - 朝日放送ラジオ：17:55 - 21:40
    - 中国放送：17:57 - 21:40

- MBSラジオ（NRNネット）≪ネット局…東海ラジオ≫
  - 放送時間　
    - MBSラジオ：17:54 - 21:40
    - 東海ラジオ：18:00 - 21:40

- ニッポン放送≪自社制作、関東ローカル≫
  - 放送時間：18:00 - 21:50

第3戦（10月20日）
- 朝日放送ラジオ≪ネット局…中国放送≫
  - 放送時間　
    - 朝日放送ラジオ：17:55 - 22:10
    - 中国放送：17:57 - 22:14

- MBSラジオ（NRNネット[42]）≪ネット局…東海ラジオ≫
  - 放送時間　
    - MBSラジオ：17:54 - 22:05
    - 東海ラジオ：18:00 - 22:05

- ニッポン放送≪自社制作、関東ローカル≫
  - 放送時間：18:00 - 22:00

打ち切りとなった試合
- 第4戦（10月21日）が行われた場合はNHKラジオ第1≪全国放送≫、朝日放送ラジオ≪ネット局…中国放送≫、MBSラジオ≪自社制作、関西ローカル≫、ニッポン放送≪自社制作、関東ローカル≫で放送予定だった。

- 第5戦（10月22日）、第6戦（10月23日）が行われた場合はいずれも朝日放送ラジオ≪ネット局…中国放送≫、MBSラジオ≪自社制作、関西ローカル≫、ニッポン放送≪自社制作、関東ローカル≫で放送予定だった。

### ネット配信

#### ファーストステージ配信日程
広島主催の関係上、DAZNでの配信は行われない。
第1戦（10月14日）
- J SPORTSオンデマンド
- カープ公式アプリカーチカチ（中国放送と共同運営）

第2戦（10月15日）
- J SPORTSオンデマンド
- 広島テレビYouTubeチャンネル「金鯉チャンネル」

打ち切りとなった試合
第3戦が行われる場合、J SPORTSオンデマンドと、広島ホームテレビのYouTubeチャンネル「勝ちグセCarpチャンネル」で配信される予定になっていた。

#### ファイナルステージ配信日程
第1戦～第3戦、および打ち切りとなった試合(第4戦～第6戦)
- 虎テレ[44]
- DAZN